# كلود أريباس
كلود أريباس (بالفرنسية: Claude Arribas)‏ هو لاعب كرة قدم فرنسي في مركز الدفاع، ولد في 13 أغسطس 1951 في لو مان في فرنسا. لعب مع باريس سان جيرمان وجيروندان بوردو وستاد رين ونادي أنجيه ونادي كان ونادي نانت.

## وصلات خارجية
- كلود أريباس على موقع قاعدة بيانات كرة القدم.إي يو (الإنجليزية)
- كلود أريباس على موقع عالم كرة القدم.نت (الإنجليزية)